# Lesseux
Lesseux ist eine Gemeinde im französischen Département Vosges in der Region Grand Est. Sie gehört zum Kanton Saint-Dié-des-Vosges-2 im Arrondissement Saint-Dié-des-Vosges. Vor der Neuordnung der französischen Kantone im Jahr 2015 gehörte Lesseux zum Kanton Saint-Dié-des-Vosges-Est, vor der Neuordnung der französischen Regionen im Jahr 2016 zu Lothringen.

## Geografie, Infrastruktur
Lesseux wird von der SNCF durch die Bahnstrecke Strasbourg–Saint-Dié mit dem Bahnhof Lesseux-Frapelle bedient.
Die Gemeinde grenzt im Norden und im Osten an Lusse, im Süden an Combrimont und im Westen an Frapelle.

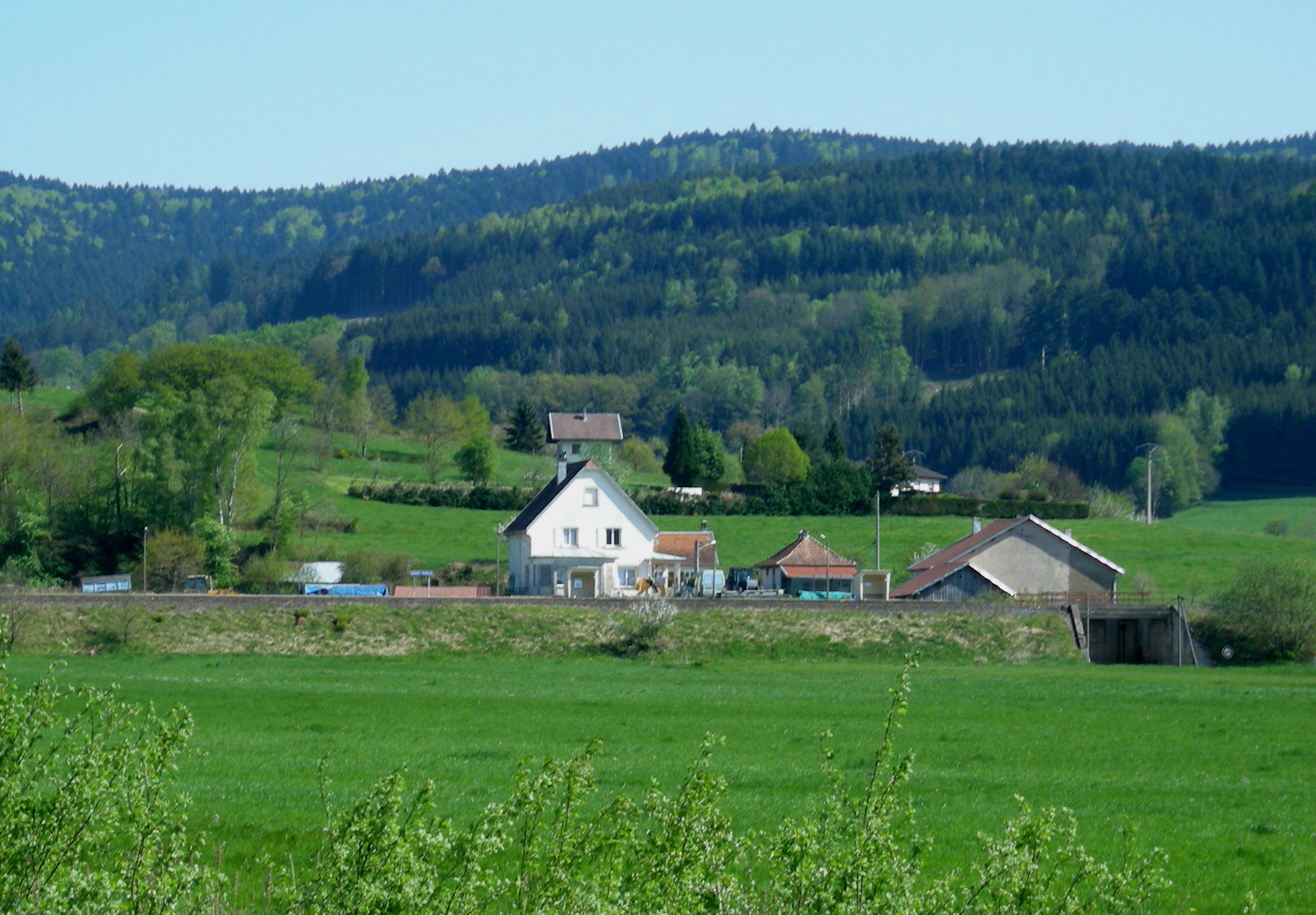
Bahnhof Lesseux-Frapelle

## Bevölkerungsentwicklung
| Jahr      | 1962 | 1968 | 1975 | 1982 | 1990 | 1999 | 2008 | 2014 |
| --------- | ---- | ---- | ---- | ---- | ---- | ---- | ---- | ---- |
| Einwohner | 130  | 95   | 111  | 123  | 108  | 110  | 150  | 183  |